# Juan Sansano Benisa
Juan Sansano Benisa (Orihuela, 30 de septiembre de 1887-Alicante, 19 de enero de 1955) fue un periodista y poeta español.
Fue creador y director de diversas publicaciones. Desde el año 1926 fue propietario y director del periódico conservador de Alicante El Día, donde el poeta Miguel Hernández publicó varios poemas, algunos de ellos dedicados a Sansano.

## Obras
- Flores Silvestres (1908)
- Las canciones de la caminata (1914)
- Cantos de voluntad (1915)
- De mis andanzas por la vida (1916)
- Jávea (1920)
- Por las rutas floridas (1921)
- Saetas para la Soledad (1922)
- Canciones de amor (1931)
- Hacia el mar (1943)
- La torre de Santa Justa (1945)
- Poesías (1945)
- Orihuela. Historia, geografía, arte y folklore de su partido judicial (1954)